# Mistrz Boqueteaux
Mistrz Boqueteaux znany również jako Mistrz Biblii Jeana de Sy – anonimowy iluminator czynny w Paryżu w latach 1355–1380 lub 1350–1370 1350 - 1380.
Swój przydomek artysta zawdzięcza wykonanym iluminacjom do przetłumaczonej na język francuski przez Jeana de Sy biblii Jana II Dobrego. Artysta po raz pierwszy został zidentyfikowany przez historyka sztuki Henry'ego Martina jako Mistrz Boqueteaux. Prawdopodobnie był artystą niderlandzkim, który przybył do Paryża z dworu księcia Brabancji Wacława I Luksemburskiego. Pracował dla Jana II, a głównie dla jego syna Karola V i Filipa II. Współpracował z Mistrzem księga koronacyjnej Karola V przy Grandes Heures.

## Przypisywane ilustracje w dziełach

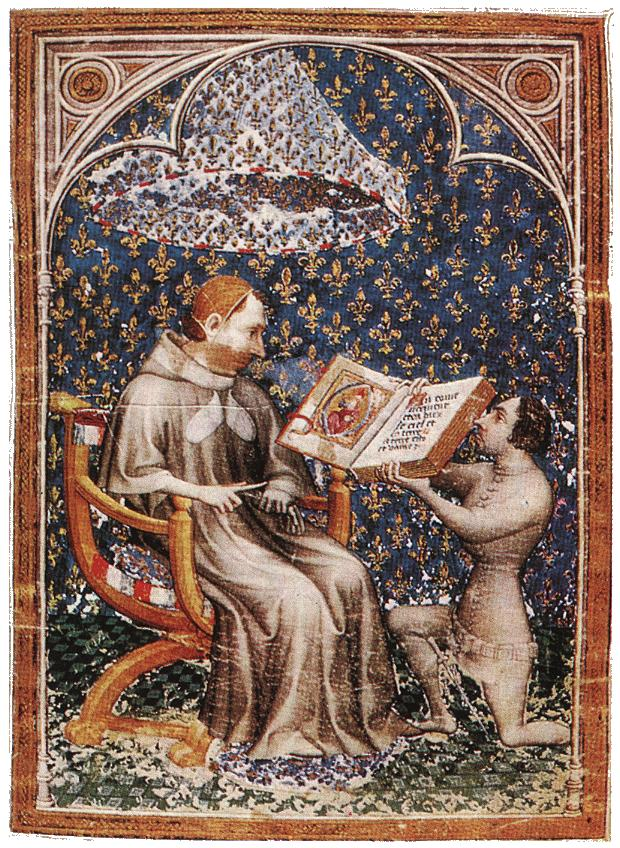
Iluminacja z Bible historiale de Jean de Vaudetar